# Frank Hassell
Franklin "Frank" Hassell (Chesapeake, Virginia, 9 de octubre de 1988 ) es un baloncestista estadounidense que pertenece a la plantilla de Aguada de la Liga Uruguaya de Básquetbol. Con 2.03 metros de estatura, juega en la posición de ala-pívot.

## Trayectoria deportiva

### Universidad
Jugó cuatro temporadas con los Monarchs de la Universidad Old Dominion, en las que promedió 9,3 puntos, 6,6 rebotes y 1,1 tapones por partido. En 2011, en su última temporada fue incluido en el mejor quinteto de la Colonial Athletic Association, y también en el mejor quinteto defensivo.

### Profesional
Tras no ser elegido en el Draft de la NBA de 2011, en el mes de septiembre firmó con el Bandırma Banvit de la liga turca, pero un mes después, y sin haber iniciado la competición oficial, fue despedido. Regresó a su país y fichó por los Canton Charge de la NBA D-League, donde acabó la temporada promediando 10,6 puntos y 6,9 rebotes por partido.
En agosto de 2012 fichó por el Hapoel Holon de la Ligat ha'Al israelí, donde jugó una temporada en la que promedió 18,6 puntos y 13,4 rebotes por partido, disputando además el EuroChallenge, donde acabó como máximo reboteador, con 11,6 rebotes por partido, y cuarto mejor anotador, con 20,2 puntos.
Al año siguiente cambió de liga para fichar por el Cimberio Varese de la Lega Basket Serie A italiana. Allí jugó 16 partidos, en los que promedió 10,4 puntos y 6,6 rebotes, pero acabó la temporada de vuelta en Israel, fichando en enero de 2014 por el Bnei Herzliya, donde promedió 7,7 puntos y 6,3 rebotes por encuentro.
En agosto de 2014 fichó por el Sakarya BSB de la TB2L turca. Allí jugó una temporada en la que promedió 13,7 puntos y 9,1 rebotes por partido. En octubre de 2015 se comprometió con el Boulazac Basket Dordogne de la Pro B francesa, disputando una temporada en la que sus promedios fueron de 18,0 puntos y 9,9 rebotes por partido.
En junio de 2016 subió de nivel al firmar por el ESSM Le Portel de la Pro A.
En agosto de 2022 cerró contrato con la Asociación Hebraica y Macabi para incluirse en la plantilla de Leonardo Zylbersztein en busca de un nuevo campeonato.
Hassell fue anunciado como refuerzo de los Cocodrilos de Caracas de la Superliga Profesional de Baloncesto de Venezuela en mayo de 2024. En octubre de ese año retornó a la Liga Uruguaya de Básquetbol contratado como refuerzo de Aguada.